# Ghiacciaio Lowery
Il ghiacciaio Lowery è un ghiacciaio tributario lungo circa 90 km situato nella regione sud-occidentale della Dipendenza di Ross, nell'Antartide orientale. Il ghiacciaio, il cui punto più alto si trova a circa 2400 m s.l.m., si trova nei monti della Regina Elisabetta, nell'entroterra della costa di Shackleton, e fluisce verso nord a partire dal versante nord-orientale dell'altopiano del Principe Andrea, fiancheggiando tutto il versante occidentale dei colli Fazekas e scorrendo poi tra la dorsale Fregata, a ovest, e i colli Taylor, a est, fino a unire il proprio flusso a quello del ghiacciaio Nimrod.

Lungo il suo percorso, il flusso del ghiacciaio Lowery è arricchito da quello di diversi altri ghiacciai che gli si uniscono, tra cui quello dei ghiacciai Linehan, Helm e Cornovaglia, da sud-ovest, dei ghiacciai Pavlak, Rowland, Dorrer e Nottarp, da ovest, e del ghiacciaio Oliver, da est.

## Storia
Il ghiacciaio Lowery è stato così battezzato dai membri di una spedizione neozelandese di esplorazione geologica antartica svolta nel 1959-60 in onore di J. H. Lowery, un membro della spedizione che, nel novembre del 1959, era rimasto ferito quando lo Sno-Cat sul quale viaggiava era caduto in un crepaccio presso capo Selborne.

## Mappe
Di seguito una serie di mappe in scala 1:250 000 realizzata dallo USGS:

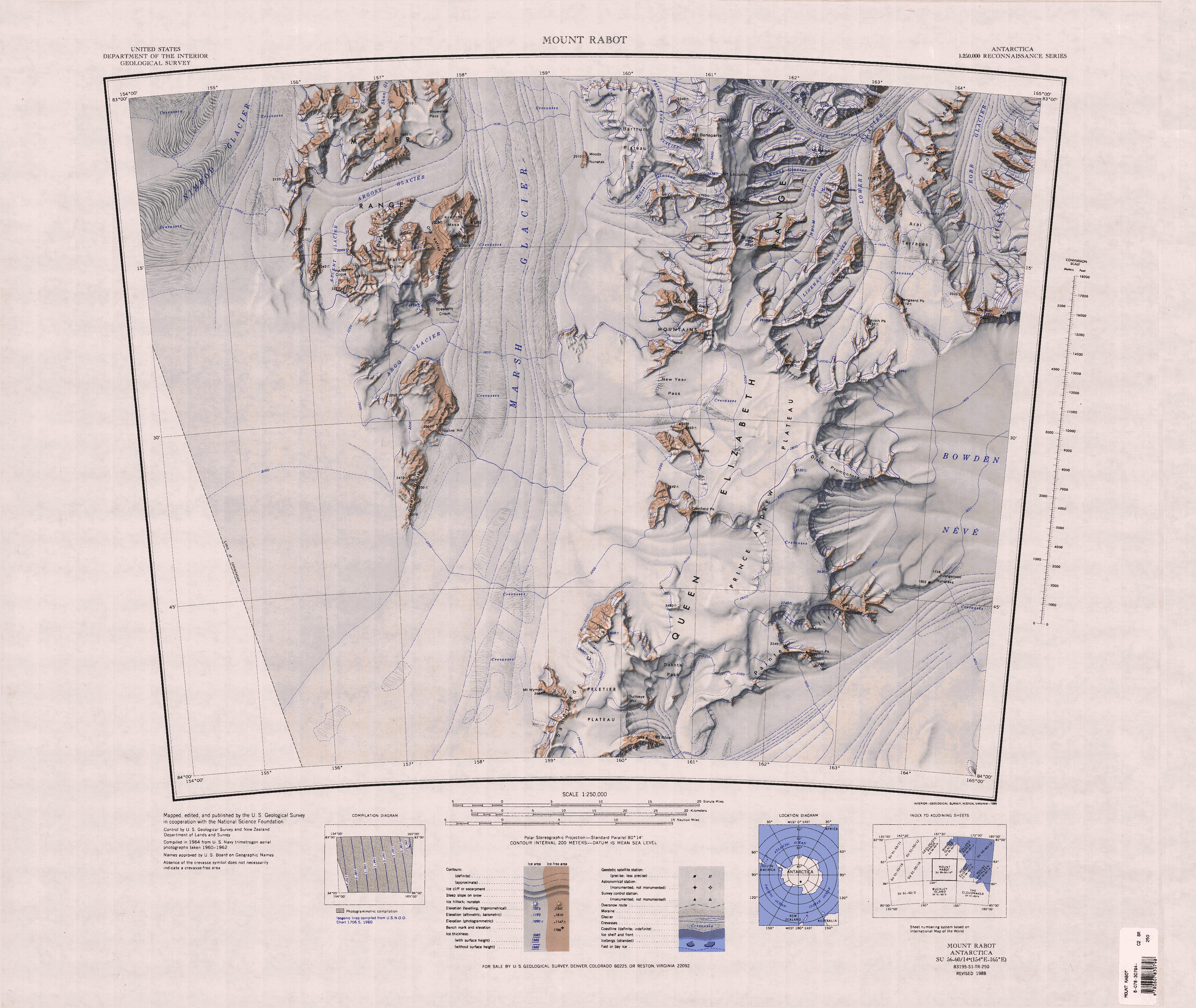
Nell'angolo nord-orientale di questa mappa si può vedere il tratto iniziale del Lowery.
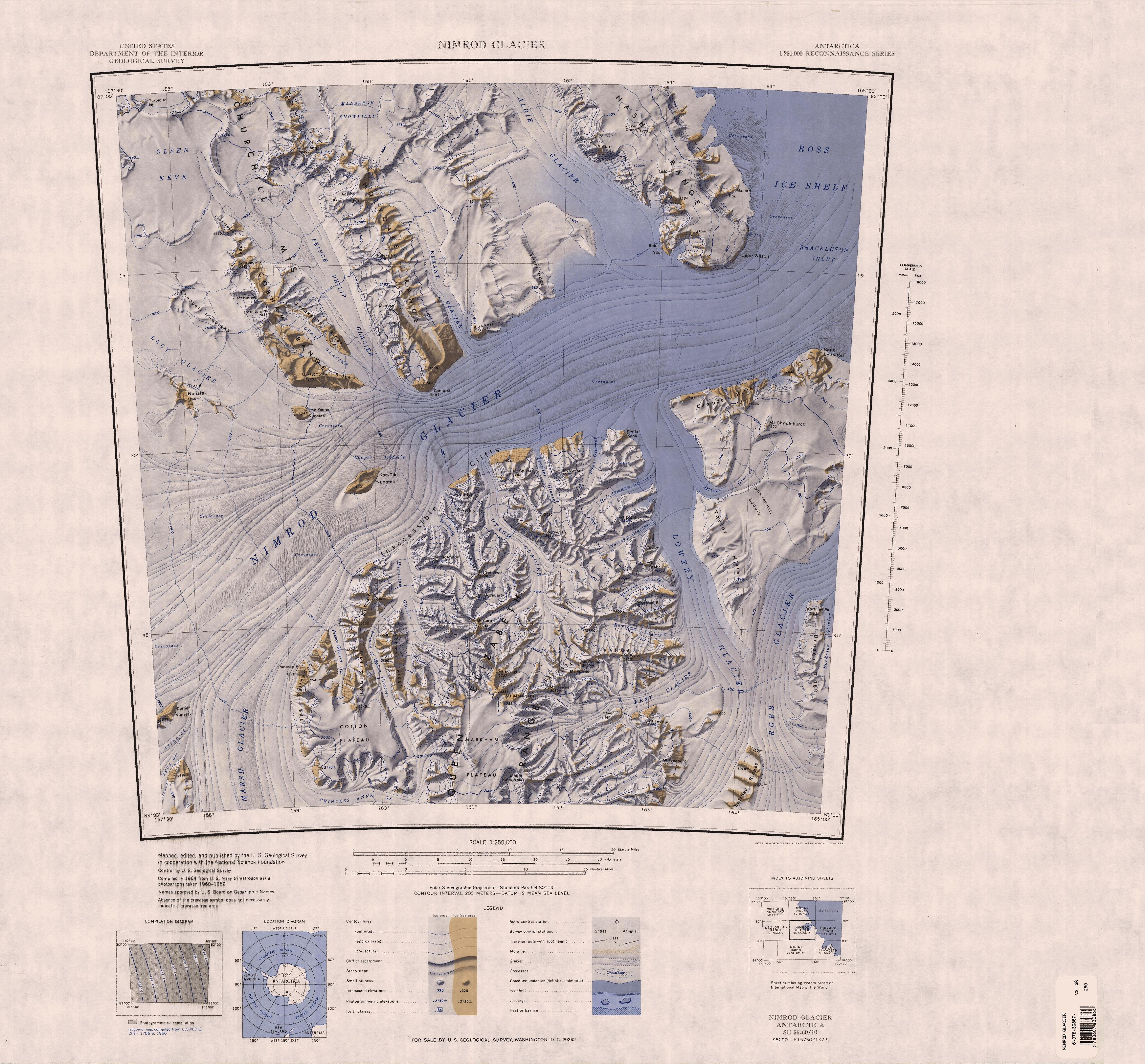
Il sistema della parte finale del ghiacciaio Lowery e dei suoi tributari.